# Episteme antemedialis
Episteme antemedialis là một loài bướm đêm trong họ Noctuidae.